# Karl Lenz (Politiker, 1899)

Karl Lenz

Karl Lenz (* 7. Juli 1899 in Heidelberg; † 7. November 1944 in Freising) war ein deutscher Politiker (NSDAP).

## Leben und Wirken
Lenz wurde 1899 als Sohn des Schuldieners Karl Andreas Lenz und seiner Frau Elisabetha, geborene Ahl geboren. Er heiratete am 28. April 1922 in Heidelberg seine erste Frau Else, geborene Ueberle. Später heiratete er seine zweite Frau Hertha, geborene Gesche. Karl Lenz war römisch-katholisch. Nach dem Besuch der Volksschule wurde er an einem Seminar zum Lehrer ausgebildet.
Nach der Novemberrevolution von 1918 war Lenz angeblich kurze Zeit Kommunist. 1921 trat Lenz, der zweimal verheiratet war, in die NSDAP ein und schloss sich der 1925 neu gegründeten Partei zum 20. März 1926 erneut an (Mitgliedsnummer 32.388).
In der NS-Bewegung tat er sich bald als „einer der geschicktesten aber auch fanatischsten NS-Agitatoren in Baden“ hervor. 1927 wurde er dementsprechend mit dem Posten des Gaupropagandaleiters für Baden betraut. Bereits seit 1926 amtierte Lenz als Stellvertreter des Gauleiters von Baden Robert Wagner. Im November 1928 wurde Lenz aufgrund seiner propagandistischen Tätigkeit für die NS-Bewegung aus dem Staatsdienst entlassen. Merz zufolge war er der einzige Beamte der Weimarer Republik in Baden, der zur Strafe für sein nationalsozialistisches Engagement auf diese Weise gemaßregelt wurde. 1929 zog Lenz für die NSDAP in den badischen Landtag ein, dem er allerdings nur ein Jahr lang, bis 1930, angehörte.
Bei der Reichstagswahl vom September 1930 wurde Lenz als Kandidat seiner Partei für den Wahlkreis 32 (Baden) in den Reichstag gewählt. Bei der Wahl vom Juli 1932 wurde sein Mandat bestätigt, nun allerdings als Vertreter des Wahlkreises 33 (Hessen-Darmstadt), dem er in der Folge ohne Unterbrechung bis zum März 1936 angehörte. Das wichtigste parlamentarische Ereignis, an dem er während seiner Abgeordnetenzeit einen Anteil hatte, war die Verabschiedung des Ermächtigungsgesetzes im März 1933. Dieses Gesetz, das unter anderem auch mit Lenz’ Stimme beschlossen wurde, bildete die juristische Grundlage für die Errichtung der nationalsozialistischen Diktatur.
Von 1931 bis 1932 saß Lenz kurzzeitig im Landtag von Hessen. Im selben Jahr war er indirekt für das Bekanntwerden der Boxheimer Dokumente verantwortlich (siehe unten).
Im August 1931 wurde Lenz zum Gauleiter im Gau Hessen-Darmstadt bestellt. Dieses Amt übte er knapp eineinhalb Jahre aus. Als er es am 15. Dezember 1932 niederlegte, wurde dies offiziell mit gesundheitlichen Problemen infolge einer schweren Lungen- und Rippenfellentzündung begründet. Tatsächlich dürfte aber seine Tätigkeit in den nationalsozialistischen „Notgemeinschaften“, einer Art parteiinternen Opposition zur Führungsgruppe der NSDAP, Grund für den Rücktritt gewesen sein. Sein Nachfolger wurde Jakob Sprenger, der Gauleiter im Gau Hessen-Nassau, der nun beide Gaue in Personalunion leitete.
Weitere gegen ihn eingeleitete Untersuchungen überstand Lenz, offenbar dank der Fürsprache einflussreicher Gönner, ohne größeren Schaden. So durfte er sein Reichstagsmandat für die NSDAP auch nach seinem Rücktritt als Gauleiter noch mehr als drei Jahre lang, bis zum März 1936, behalten. Obwohl er in der Partei nun eine Außenseiterstellung einnahm, wurde er noch zweimal (im März und im November 1933) als NSDAP-Kandidat für den Reichstag aufgestellt. Selbst nach dem „Röhm-Putsch“ im Juni/Juli 1934, als Lenz, Schnabel zufolge, „zu den Personen [zählte], die sofort verhaftet werden sollten“, durfte er sein Mandat behalten.
1935 erteilte ein Parteigericht Lenz eine Verwarnung, in der ihm zugleich auf zwei Jahre die Fähigkeit zur Bekleidung eines Parteiamtes aberkannt wurde. Begründet wurde dies mit „Materiallieferungen“ für den „gegen die n[ational]s[ozialistische] Bewegung in Baden arbeitenden, aus der Partei ausgeschlossenen Felix Wankel“ und durch die Ende 1932 erfolgende Mitarbeit an der von Wankels Oppositionsgruppe herausgegebenen Zeitschrift Alemannische Grenzlandnachrichten sowie mit Lenz’ Eintreten für Gregor Strasser. All dies habe gegen Artikel 4, Absatz 2b der Satzung der NSDAP verstoßen. Martin Bormann kommentierte Versuche Lenz’, an Hitler heranzukommen, um wieder ein Parteiamt zu erhalten, mit der Bemerkung, dieser sei „glimpflich“ davongekommen und eine von Lenz erbetene Milderung des Urteils sei daher unangebracht. Ein Gnadengesuch Lenz’ an Hitler vom September 1935, dass man ihm sein Reichstagsmandat belassen möge, wurde ihm nicht stattgegeben. Bei der Reichstagswahl am 29. März 1936 stand er zwar wieder auf der Kandidatenliste, diesmal unter Nummer 527, er erhielt aber kein Mandat mehr.

### Veröffentlichung der Boxheimer Dokumente
1932 spielte Lenz indirekt eine wichtige Rolle im Zusammenhang mit der Veröffentlichung der sogenannten Boxheimer Dokumente. Werner Best gibt in seinen Memoiren an, dass Lenz 1931 in seiner Eigenschaft als Gauleiter von Hessen-Nassau festgestellt habe, dass Wilhelm Schäfer, der Wirtschaftsberater des Gaues und Abgeordneter der NSDAP im hessischen Landtag, der an der Verfassung der Dokumente beteiligt gewesen war, seinen Doktortitel zu Unrecht führte. Außerdem habe Lenz entdeckt, dass Schäfer, entgegen einer gegenüber der Partei abgegebenen Erklärung, vorbestraft war. Lenz, der selbst nicht an der Niederschrift der Boxheimer Dokumente beteiligt war, habe Schäfer daraufhin aus der NSDAP ausgeschlossen und ihn gezwungen, sein Landtagsmandat niederzulegen. Um sich für diese Maßnahmen Lenz’ zu rächen, habe Schäfer daraufhin die ihm vorliegenden Boxheimer Dokumente an den sozialdemokratischen Polizeipräsidenten von Frankfurt am Main übergeben. Auf diesem Wege seien die Dokumente dann der Öffentlichkeit bekannt geworden.